# Abraham Robinson
Abraham Robinson (Waldenburg, 6 ottobre 1918 – New Haven, 11 aprile 1974) è stato un matematico tedesco naturalizzato statunitense, ampiamente conosciuto come fondatore dell'analisi non standard, un sistema matematico che permette di operare rigorosamente sulle quantità infinitesimali e infinite, oltre che per l'introduzione del concetto di numero iperreale.

## Biografia
Nasce in un piccolo villaggio di minatori nella Slesia da una famiglia ebrea di nome Robinsohn con forti sentimenti sionisti, subito dopo la sconfitta tedesca. Rimasto orfano di padre prima della nascita, cresce con la madre, il fratello Saul e i nonni in cattive condizioni economiche. Nel 1933 in seguito al clima di crescente antisemitismo seguito alla ascesa al potere di Adolf Hitler, con la madre e il fratello si trasferisce in Palestina. Qui nel 1935 si iscrive all'Università ebraica di Gerusalemme e inizia a studiare matematica con Adolf Fraenkel e si laurea brillantemente nel 1939. Con una borsa di studio si trasferisce poi a Parigi per studiare algebra e logica, ma nel 1940 i nazisti invadono la Francia ed egli riesce a malapena a fuggire in Inghilterra. Qui cambia il suo cognome in Robinson. Nel 1941 si impegna nello studio della aerodinamica e negli anni successivi lavora nella progettazione di aeroplani e diventa un esperto di aeronautica. Egli prosegue nello studio della logica matematica e nel 1949 ottiene un dottorato di ricerca dall'Università di Londra con studi pionieristici sulla teoria dei modelli. Dal 1951 occupa una cattedra di matematica applicata presso l'Università di Toronto. Nel 1957 ritorna all'Università ebraica di Gerusalemme per ricoprire la cattedra lasciata da Adolf Fraenkel. Nel 1965 accetta una cattedra di matematica e filosofia all'Università della California a Los Angeles. Nel 1967 si sposta ancora, all'Università Yale e qui rimane fino alla morte, dovuta ad un cancro al pancreas.
Abraham Robinson è stato un'autorità sia nella matematica applicata, in particolare in aerodinamica, che nella logica matematica.

## Opere
- (1949): The metamathematics of algebraic systems
- (1956): Complete theories
- (1963): Introduction to model theory and to the metamathematics of algebra
- (1965): Wing theory, con J. L. Laurmann
- (1966): Non-standard analysis, la sua opera più famosa